# Bafoulabé
Bafoulabé è un comune rurale del Mali, capoluogo del circondario omonimo, nella regione di Kayes.